# Desastre del Love Parade

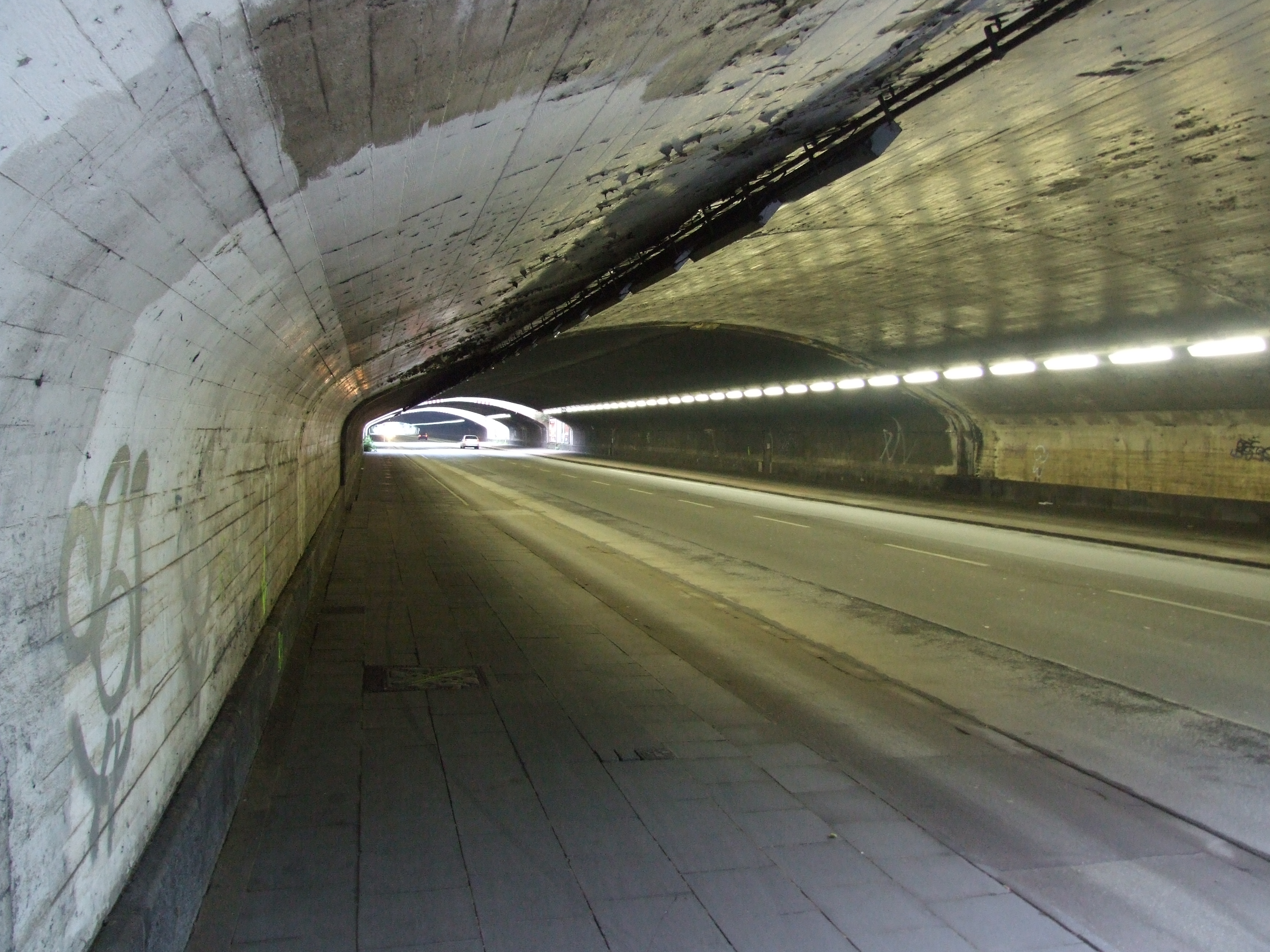
Una fotografía de 2008 del túnel donde ocurrieron las muertes.

El desastre del Love Parade o tragedia de Duisburgo tuvo lugar el 24 de julio de 2010, cuando 21 personas fallecieron durante una estampida humana en Duisburgo, ciudad de Renania del Norte-Westfalia (Alemania), en el festival de música electrónica Love Parade, organizado en 2010 bajo el lema «El arte del amor». Al menos otras 511 personas resultaron heridas.
El Love Parade era un festival y desfile de música electrónica, que se originó en 1989 en Berlín, Alemania. En la edición de 2010, se informó que 2,5 millones de personas asistirían al evento de acceso libre y 1200 oficiales de policía fueron puestos a cargo de la seguridad. El evento era parte del programa del Ruhr. 2010, una serie de eventos culturales en la región del Ruhr, organizados en celebración de que el Ruhr fuera nombrado Capital Europea de la Cultura para ese año.

## Resultado
La policía eligió no poner fin al evento inmediatamente después de la tragedia, debido a que se temía que se generaría pánico entre la audiencia. La carretera cercana A59 fue clausurada y funcionó como una ruta de acceso para los servicios de emergencia. Entre los 21 fallecidos (13 mujeres y 8 hombres), se informó que 11 eran alemanes, las españolas Clara Zapater Caminal (Tarragona, 1988) y Marta Acosta Mendoza (Cambrils, 1989), una mujer china de 38 años de edad que vivía en Alemania, un muchacho holandés de 22 años, una joven italiana de 21 años, una persona de Bosnia-Herzegovina y una mujer australiana de 27 años. Dieciséis de ellos fallecieron in situ, mientras que el fallecimiento de los otros cinco se produjo en el hospital.

### Fallecidos
| Nacionalidad         | Fallecidos | Edades |
| -------------------- | ---------- | ------ |
| Alemania             | 14         | 18-38  |
| España               | 2          | 22     |
| Países Bajos         | 1          | 22     |
| Australia            | 1          | 27     |
| China                | 1          | 38     |
| Italia               | 1          | 21     |
| Bosnia y Herzegovina | 1          | ?      |
| Total                | 21         |        |

## Reacciones
Tras conocerse la magnitud de la tragedia, Rainer Schaller, organizador del festival, declaró que no se celebrará más el Love Parade por respeto a las víctimas y sus familiares. Un día después del evento, declaró que "el Love Parade siempre ha sido una fiesta alegre y pacífica, pero en el futuro siempre será opacado por los eventos de ayer".
La policía alemana y el fiscal nacional (Staatsanwaltschaft) han abierto una investigación penal oficial. Si bien la fiscalía está investigando un posible homicidio negligente, aún no ha nombrado quiénes serían objeto de sus pesquisas.
La Canciller de Alemania Angela Merkel emitió rápidamente un comunicado en el cual declaraba que estaba "horrorizada y entristecida por la pena y el dolor". El presidente de Alemania Christian Wulff también expresó sus condolencias por las víctimas de la tragedia que había "causado muerte, pena y dolor en un festival pacífico de jóvenes alegres de muchos países (...) Mis pensamientos están con las víctimas de la tragedia y con todas su familia y amigos".